# Atelocauda digitata
Atelocauda digitata là một loài Urediniomycetes trong họ Pileolariaceae. Loài này được miêu tả khoa học đầu tiên năm.
Đây là loài gây hại của các cây trong chi Acacia, phát triển phổ biến ở Indonesia.